# 1286

## Esdeveniments
- 17 de gener del 1287 del calendari julià. El rei Alfons III d'Aragó, el Liberal, inicia la conquesta de l'illa de Menorca, que va cloure amb la capitulació i signatura del pacte de Sent Agaiz dia 21 de gener, i la posterior entrada del rei a Ciutadella el dia 22.[1]
- 15 d'agost: Enric II és coronat rei de Jerusalem a Tir. Després de la cerimònia, torna a Acre per a les festes. Unes setmanes més tard, Enric torna a Xipre i nomena el seu oncle Felip d'Ibelin com a regent (agutzil).[2]
- Març de 1286 The Catholicon, diccionari religiós llatí és completat per Joan de Gènova.[3]

## Naixements
- Joan III de Bretanya

## Necrològiques
- Bar Hebraeus, historiador armeni.
- Joan I el Roig, duc de Bretanya.
- 4 de setembre - Alexandre III d'Escòcia.[4]